# Calosphaeria dryina
Calosphaeria dryina är en svampart som först beskrevs av Curr., och fick sitt nu gällande namn av Nitschke 1867. Calosphaeria dryina ingår i släktet Calosphaeria och familjen Calosphaeriaceae.  Arten är reproducerande i Sverige. Inga underarter finns listade i Catalogue of Life.